# Ronald J. Clarke
Cet article possède un paronyme, voir Ron Clarke.
Pour les articles homonymes, voir Clarke.

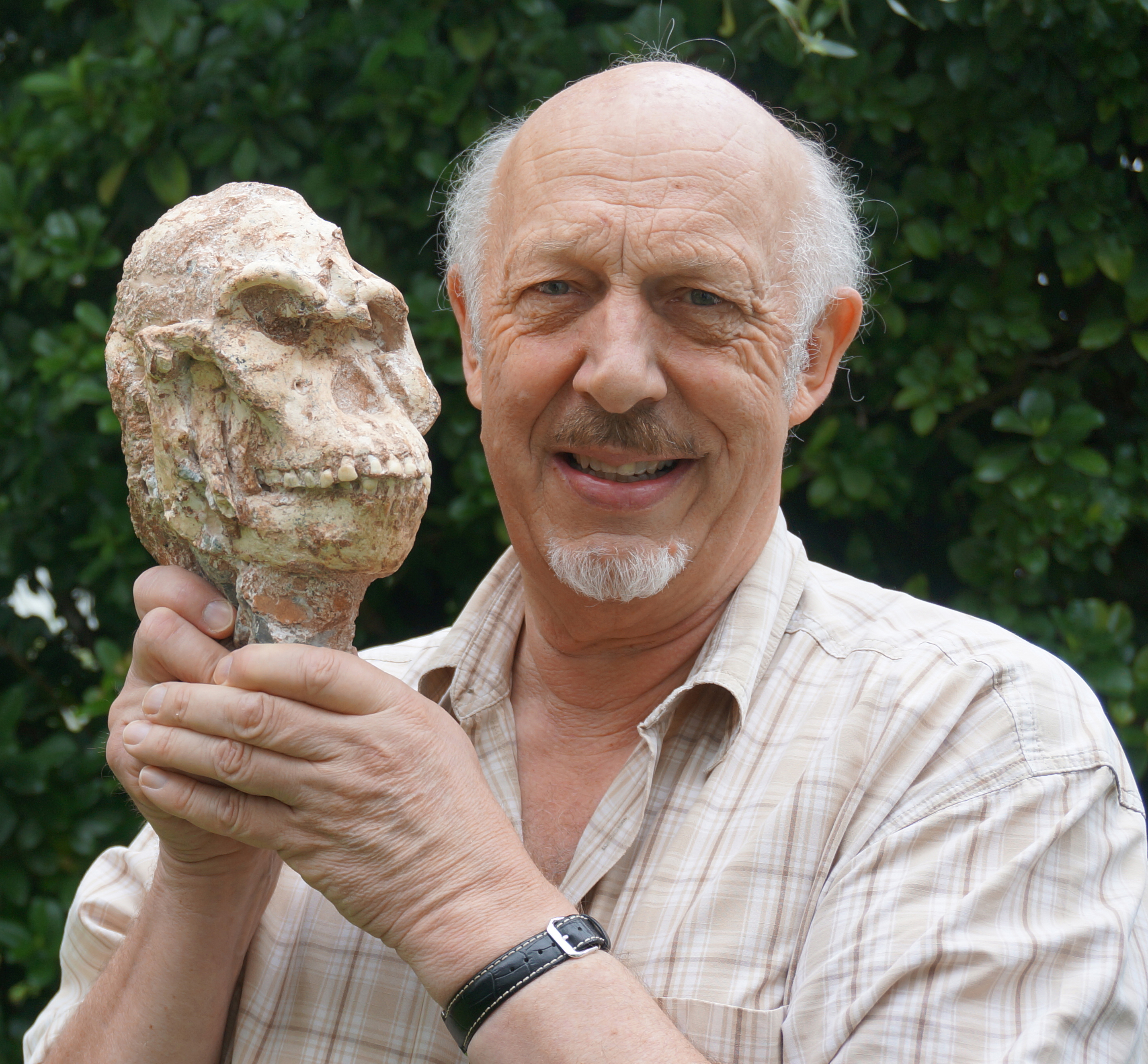
Ron Clarke et le crâne de Little Foot

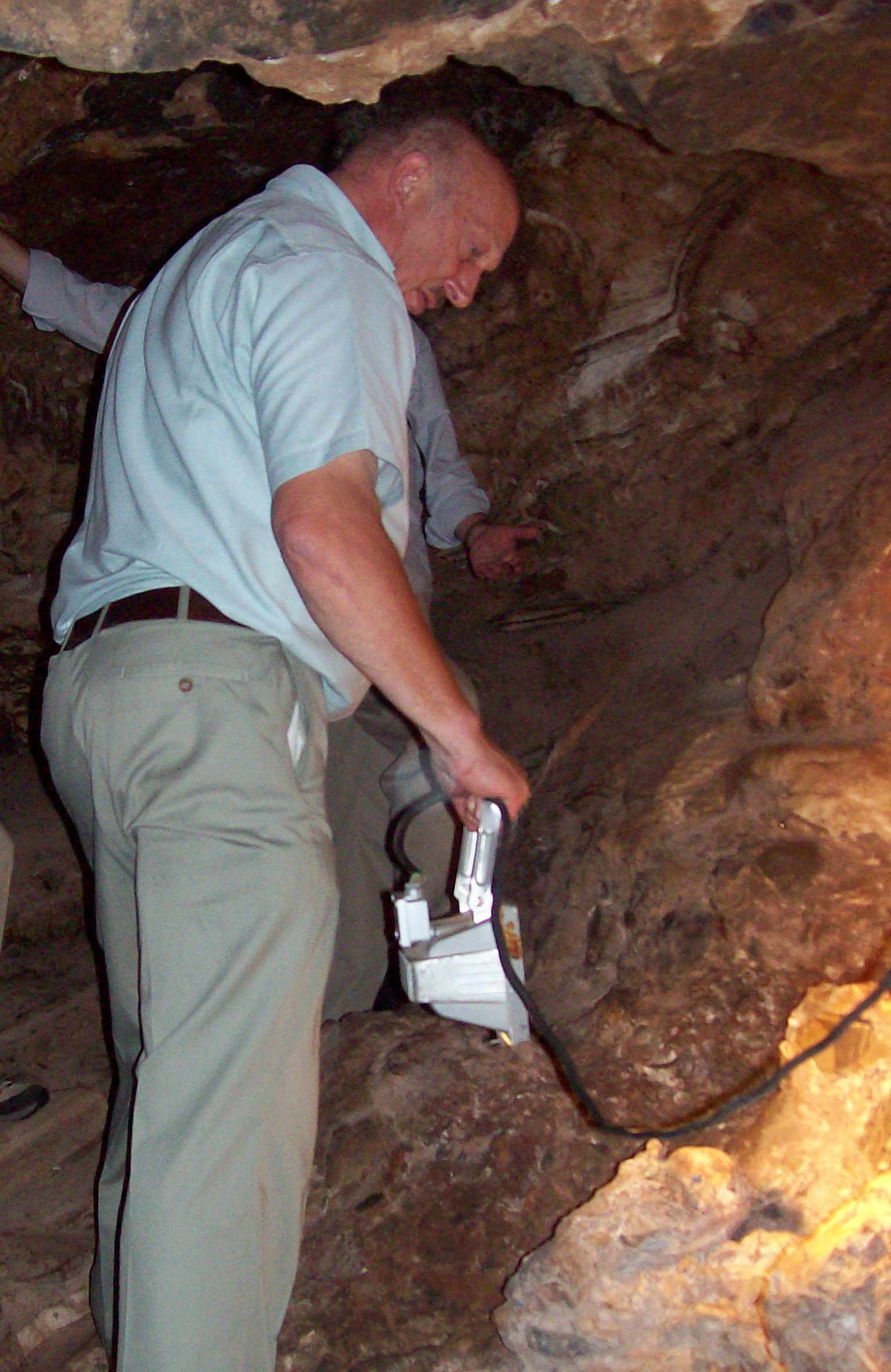
Le paléoanthropologue Ronald J. Clarke aux côtés de Little Foot en 2006 à Sterkfontein

Ronald J. Clarke (né en 1944) est un paléoanthropologue de l'Institut de l'évolution humaine de l'université du Witwatersrand. Il est principalement connu pour sa découverte de Little Foot, un squelette complet d'australopithèque retrouvé dans la grotte de Sterkfontein,.
Il a également découvert le crâne partiel SK 847, qui appartiendrait à un spécimen de Homo ergaster. Il a également participé à la découverte d'un nouveau squelette d'Homo habilis lié à Homo rudolfensis.

## Conflits avec Lee Berger
D'abord chercheur pour l'université du Witwatersrand, il est renvoyé par Lee R. Berger pour être embauché par l'université Johann Wolfgang Goethe de Francfort-sur-le-Main afin qu'il puisse continuer ses recherches.

## Prix et distinctions
Ronald J. Clarke est membre de la Société royale d'Afrique du Sud.